# Bakkushan
Bakkushan est un groupe allemand de rock alternatif, originaire de Mannheim, actif entre 2007 et 2015.

## Histoire
Pendant ses études de musique à la Popakademie Baden-Württemberg à Mannheim, l'auteur-compositeur Daniel Schmidt forme le groupe Bakkushan avec Christian Kalle, Robert Kerner et Jan Siekmann en juin 2007. Le 28 juillet 2007, ils se produisent sur la scène de la Pop-Akademie lors de l'événement Arena of Pop. Chez lui, sur son ordinateur, Daniel Schmidt a développé le premier EP avec cinq titres pour l'utiliser comme démo et le réaliser avec le groupe. L'EP contient des reprises démos des chansons Baby du siehst gut, Lass die Sonne und mich allein ainsi que le titre Springwut, d'où le nom de l'EP. En raison du succès surprenant du titre Springwut sur Internet, le premier EP est publié la même année sous le titre Springwut. Le clip correspondant est réalisé par le groupe, sans financement externe.
La première tournée de près de 40 concerts est également planifiée et réalisée de manière autonome par le groupe en 2008. Après avoir gagné le concours vidéo Jägermeister Rock:Liga, l'opportunité se présente de produire une vidéo professionnelle pour le premier titre Springwut. En remportant le Beck's On Stage Festival Challenge 2008, Bakkushan obtient un concert au Hurricane Festival 2008. De plus, le groupe diffuse sa musique sur Myspace. Après un concert live, un A&R du label EMI les approche et leur propose un contrat. Bakkushan refuse cependant dans un premier temps, de par son souhait de peaufiner sa musique, et revient voir l'A&R six mois plus tard pour conclure le contrat d'enregistrement proposé.
En 2008, Bakkushan est par EMI Virgin Records et le travail sur le premier album commence à la fin de l'année à Cologne sous la direction des producteurs Daniel Schmidt et Moritz Enders, qui avait auparavant travaillé avec les Donots, Revolverheld, Livingston et Blackmail. Au printemps 2009, le groupe se produit en Allemagne, en Autriche et en Suisse. Le premier single, Baby, Du siehst gut, sort le 12 juin 2009. Ce titre figure en même temps sur la bande originale du film Les Crocodiles 2.
Le premier album du groupe, qui aurait dû sortir le 11 septembre 2009, est publié le 26 mars 2010 et porte le nom du groupe comme titre. Le single Alles war aus Gold avait déjà été publié auparavant, le 12 mars 2010. Le 16 avril 2010, Bakkushan apparait dans le 43e épisode de MTV Home. Ce jour-là, leur premier album se classe à la 96e place du classement des albums, suivi de représentations avec Jennifer Rostock et Jupiter Jones. Au printemps et à l'été 2010, Bakkushan effectue une tournée en Allemagne et en Autriche. Le 23 juillet 2010, Bakkushan sort son troisième single Lass die Sonne und mich allein. Avec ce single, ils apparaissent à la mi-octobre 2010 dans la série télévisée Gute Zeiten, schlechte Zeiten, où ils jouent également le single Springwut, qui n'est publié qu'après le tournage de l'épisode.
Bakkushan représente le Land de Bade-Wurtemberg le 1er octobre 2010 à Berlin lors du Bundesvision Song Contest 2010, où ils présentent leur quatrième single Springwut, issu de leur premier album Bakkushan, sorti le 27 septembre 2010. Ils se classent neuvième du concours avec 39 points. Le 30 mars 2011, dans le cadre d'une action publicitaire pour Vodafone appelée « #tweetlied », le groupe met en musique pendant onze heures des messages courts que les utilisateurs saisissent sur Twitter et Facebook pour cette action.
Le 29 juin 2012, le single Nur die Nacht sort du deuxième album Kopf im Sturm, dont la sortie est annoncée par EMI pour le 13 juillet 2012. Le 31 mars 2013, Daniel Schmidt et Christian Kalle annoncent sur la page Facebook du groupe que Robert Kerner et Jan Siekmann n'étaient désormais plus membres de Bakkushan. Pour la tournée Kopf im Sturm qui débute la semaine suivante, Benny et Flip sont remplacés respectivement à la guitare et à la batterie.
Depuis 2015, les membres du groupe ne sont plus en activité. Jan Siekmann confirme qu'à sa connaissance, Bakkushan est « de l'histoire ancienne ». 

## Discographie

### Albums studio
- 2010 : Bakkushan  (96e des charts allemands[6])
- 2012 : Kopf im Sturm (14e des charts allemands[6])

### EP
- 2007 : Springwut

### Singles
- 2009 : Baby, du siehst gut aus
- 2010 : Alles war aus Gold
- 2010 : Lass die Sonne und mich allein
- 2010 : Springwut
- 2012 : Böse Mädchen feiern besser
- 2012 : Nur die Nacht (95e des charts allemands[6],[7])